# Краснолапость щенков
Краснолапость щенков (недостаточность аскорбиновой кислоты) — заболевание собак, аналогичное цинге у человека, характеризующееся отечностью конечностей, расстройством кроветворения, кровоизлияниями, снижением резистентности организма.

## Этиология и патогенез
Аскорбиновая кислота у взрослых зверей синтезируется в организме, а молодняк получает её с молоком матери. Её недостаточность может быть вызвана использованием при кормлении прогорклых жиров. Аскорбиновая кислота участвует во многих окислительно-восстановительных процессах, в образовании коллагена, в росте костей и т. д. При её недостатке увеличивается проницаемость эндотелия капилляров, повышается порозность кровеносных сосудов, снижается эритропоэз, фагоцитарная активность лейкоцитов.

## Клинические признаки
У щенков в первые дни жизни отмечают множественные кровоизлияния в мышцах груди, брюшины, в области мягкого нёба и дёсен, на поверхности кожи. Лапы отёчные, покрасневшие. На подушечках лап кровоизлияния и кровоточащие язвочки. Гибель наступает в первые 4-6 суток жизни.

## Патологоанатомические изменения
У щенков отёчность и желтушность подкожной клетчатки, обширные кровоизлияния в мышцах груди и брюшка, на внутренних органах. Единичные или множественные точечные кровоизлияния на слизистой оболочке мягкого нёба и дёсен.

## Диагноз
Ставят на основании клинических признаков, результатов определения содержания в печени, почках, сердце и молоке аскорбиновой кислоты. У здоровых зверей в печени её содержится 13,6 мг/100г, в почках-9,5 мг/100г, в сердце - 7-8 мг/100 г. Молоко здоровых самок содержит 0,7-0,87 мг/100г аскорбиновой кислоты, а в молоке самок, у которых болеют щенки, всего лишь 0,1-0,48 мг/100г.

## Лечение
Больным щенкам вводят через рот при помощи пипетки по 1 мл 3-5%-го раствора аскорбиновой кислоты 2 раза в день в течение 4-6 суток и более; раствор используют только в день приготовления. Назначают комплексные препараты.